# Toyohait
Toyohait ist ein sehr selten vorkommendes Mineral aus der Mineralklasse der „Sulfide und Sulfosalze“ mit der Endgliedzusammensetzung Ag1+(Fe2+0,5Sn4+1,5)S4 und damit chemisch gesehen ein Silber-Eisen-Zinn-Sulfid. Strukturell gehört Toyohait zur Spinell-Supergruppe.
Toyohait kristallisiert im tetragonalen Kristallsystem, konnte jedoch bisher nur in Form von mikrokristallinen Aggregaten bis etwa 200 μm bzw. in einzelnen Körner von etwa 1–30 μm Durchmesser gefunden werden. Er ist undurchsichtig und von metallischem Glanz. Seine Farbe erscheint im reflektierten Licht Bräunlichgrau. Im Vergleich zu Rhodostannit und Hocartit ist er allerdings etwas bräunlicher.

## Etymologie und Geschichte
Entdeckt wurde Toyohait in der „Toyoha Mine“ bei Sapporo auf der japanischen Insel Hokkaidō und wissenschaftlich beschrieben 1991 durch J. Yajima, E. Ohta und Y. Kanazawa, die das Mineral nach seiner Typlokalität benannten.
Das Typmaterial des Mineral wird im Geologischen Museum der Geological Survey of Japan in Sapporo aufbewahrt.

## Klassifikation
Die strukturelle Klassifikation der IMA zählt den Toyohait zur Spinell-Supergruppe, wo er zusammen mit Carrollit, Cuproiridsit, Cuprokalininit, Fletcherit, Florensovit, Malanit und Rhodostannit die „Carrollit-Untergruppe“ innerhalb der „Thiospinelle“ bildet (Stand 2019).
Da der Toyohait erst 1989 als eigenständige Mineralart anerkannt wurde, ist er in der zuletzt 1977 überarbeiteten 8. Auflage der Mineralsystematik nach Strunz noch nicht verzeichnet.
In der zuletzt 2018 überarbeiteten Lapis-Systematik nach Stefan Weiß, die formal auf der alten Systematik von Karl Hugo Strunz in der 8. Auflage basiert, erhielt das Mineral die System- und Mineralnummer II/C.06-160. Dies entspricht der Mineralklasse der „Sulfide und Sulfosalze“ und dort der Abteilung „Sulfide mit dem Stoffmengenverhältnis Metall (M) : Schwefel (S) (Selen, Tellur) ≈ 1:1“, wo Toyohait zusammen mit Barquillit, Briartit, Černýit, Famatinit, Ferrokësterit, Hocartit, Kësterit, Kuramit, Luzonit, Permingeatit, Petrukit, Pirquitasit, Rhodostannit, Sakuraiit, Stannit und Velikit die „Stannitgruppe“ mit der Systemnummer II/C.06 bildet.
Die von der International Mineralogical Association (IMA) zuletzt 2009 aktualisierte 9. Auflage der Strunz’schen Mineralsystematik ordnet den Toyohait dagegen in die Abteilung der „Metallsulfide mit dem Stoffmengenverhältnis M : S = 3 : 4 und 2 : 3“ ein. Diese ist zudem weiter unterteilt nach dem genauen Stoffmengenverhältnis, so dass das Mineral entsprechend seiner Zusammensetzung in der Unterabteilung „M : S = 3 : 4“ zu finden ist, wo es zusammen mit Rhodostannit die „Rhodostannitgruppe“ mit der Systemnummer 2.DA.10 bildet.
Die von der Mineraldatenbank „Mindat.org“ weitergeführte Strunz-Klassifikation, die sich im Aufbau nach der 9. Auflage der Strunz’schen Mineralsystematik richtet, führt in der Gruppe 2.DA auch die nach 2009 neu beschriebenen Spinelle Ezochiit und Grimmit zusammen mit Ferrodimolybdänit (FeMo2S4), Zaykovit (Rh3Se4) und Zolenskyit (FeCr2S4) auf.
Auch die vorwiegend im englischen Sprachraum gebräuchliche Systematik der Minerale nach Dana ordnet den Toyohait in die Klasse der „Sulfide und Sulfosalze“ und dort in die Abteilung der „Sulfidminerale“ ein. Hier ist er zusammen mit Rhodostannit in einer unbenannten Gruppe mit der Systemnummer 02.10.03 innerhalb der Unterabteilung „Sulfide – einschließlich Seleniden und Telluriden – mit der Zusammensetzung AmBnXp, mit (m+n) : p = 3 : 4“ zu finden.

## Kristallstruktur
Toyohait kristallisiert tetragonal in der Raumgruppe I41/a (Raumgruppen-Nr. 88) mit den Gitterparametern a = 7,46 Å und; c = 10,80 Å sowie 2 Formeleinheiten pro Elementarzelle.

## Bildung und Fundorte

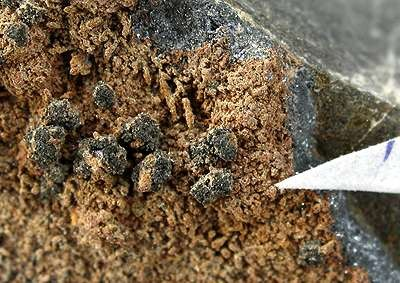
Toyohait und Pirquitasit aus der „Oploca Mine“, Argentinien (Gesamtgröße der Probe: 9,7 × 8,0 × 5,8 cm)

Toyohait findet sich in massigen Pyrit-Sphalerit-Erzadern in Basalten aus dem Miozän. Als Begleitminerale treten unter anderem Berndtit, Herzenbergit, Hocartit, Rhodostannit und Teallit auf.
Außer an seiner Typlokalität „Toyoha Mine“ in Japan konnte Toyohait bisher (Stand: 2012) nur noch in der argentinischen Provinz Jujuy, in der „Oploca Mine“ der „Pirquitas“-Lagerstätte im Departamento Rinconada, nachgewiesen werden.